# Cantó de Beauvais-Sud-Oest
El cantó de Beauvais-Sud-Oest és un cantó francès del departament de l'Oise, situat al districte de Beauvais. Té 4 municipis i part del de Beauvais.

## Municipis
- Allonne
- Beauvais (part)
- Goincourt
- Aux-Marais
- Saint-Martin-le-Nœud

## Història
| Data d'elecció                           | Identitat       | Partit                     | Qualitat |
| ---------------------------------------- | --------------- | -------------------------- | -------- |
| 1945-1949                                | Henri de Ridder | SFIO                       |          |
| 1949-1955                                | Louis Prache    | RPF, després ARS           |          |
| 1955-1961                                | M. Froment      | radical                    |          |
| 1961-1973                                | M. Barat        | Divers droite, després UDR |          |
| 1973-1985                                | Henri Bonan     | PS                         |          |
| 1985-1998                                | Jacques Néhorai | RPR                        |          |
| 1998-                                    | Sylvie Houssin  | PS                         |          |
| les dades anteriors no són pas conegudes |                 |                            |          |
|                                          |                 |                            |          |